# Vinterland
Vinterland je švedski black metal sastav iz Kvicksunda. Osnovan je 1992. Debitanski album Welcome My Last Chapter objavljen je 1996. Sastav se raspao 1997., no počeo je ponovno djelovati 2011.

## Diskografija
Studijski albumi
- Welcome My Last Chapter (1996.)

Demoalbumi
- A Castle So Crystal Clear (1994.)
- It's Here I Belong (1994.)